# Lucía Casanueva
Lucía Casanueva (Santander, 1975) es una periodista y empresaria española. Creadora de la agencia PROA Comunicación (2009) en Madrid, es promotora de la mujer y su liderazgo en el mundo empresarial. Colabora regularmente con varias revistas y diarios.

## Biografía

### Formación
La formación académica de Lucía Casanueva ha definido su desarrollo profesional. Se licenció en Periodismo en la Universidad de Navarra, posteriormente realizó varios postgrados en materias económicas y de gestión de empresas en diversas universidades y escuelas de negocios, entre ellos el IESE, y la London School of Economics and Political Science (LSE).

### Carrera periodística
Comenzó su carrera periodística en el diario Expansión continuándola en Actualidad Económica, donde tuvo la oportunidad de conocer gran parte del tejido empresarial español. Posteriormente pasó a trabajar en el sector de la comunicación, concretamente en la agencia Llorente y Cuenca y en otras empresas multinacionales como Kreab, Portocarrero y Edelman.
En 2008 participó en la elaboración del documental de RTVE Al Filo de lo Imposible lo que la llevó a realizar un viaje de varios meses con el equipo dirigido por Sebastián Álvaro junto a Edurne Pasaban. El objetivo era coronar el pico Manaslu, el 8º más alto del mundo con 8156 m. Tanto el entrenamiento previo al viaje como las caminatas de ascenso a 5000 metros de altura, la hipoxia, el cruce de ríos y la adaptación a la escasez fueron determinantes para su posterior desarrollo humano y profesional. 
También colabora con diversos medios de comunicación como ABC, El Confidencial, Confilegal, El Diario Montañés, Forbes, El Debate y El economista. Sus columnas inciden sobre distintos aspectos de la actualidad desde el punto de vista de la comunicación y del liderazgo femenino. Aboga por un  periodismo con medios independientes ideológica y económicamente, que contrasten la verdad de los hechos y eviten la desinformación, la mentira y la manipulación.
Algunos de sus artículos:
- La comunicación de crisis y la credibilidad de la medicina de urgencias.[13]
- Benedicto XVI: una oda a la coherencia.[14]
- Isabel II y el imperio de la buena comunicación.[15]
- Hacia un nuevo modelo de liderazgo.[16]
- Los empresarios como solución.[16]
- La verdad es sexi.[17]

### Empresaria
Lucía Casanueva al volver a Madrid, tras superar todos los retos de la expedición para el documental de TVE Al filo de lo imposible, se sintió capaz de crear su propia empresa al inicio de la crisis originada por la caída de Lehman Brothers.
En 2009 fundó la empresa PROA Comunicación, una consultora estratégica y con talento senior que funciona como un departamento de comunicación externalizado. Optó por personal especializado con experiencia para minimizar el problema derivado de la alta rotación de jóvenes licenciadas y licenciados en el sector de las agencias de comunicación. En 2015 se asoció con la abogada Valvanuz Serna, iniciándose entonces un periodo de expansión de la agencia y generando alianzas con otras agencias internacionales.
Ha participado en distintos foros reivindicando el papel de la mujer y su liderazgo. Considera que la mujer empresaria es excesivamente autocrítica y que ha de saber manejar mejor las emociones, para que todo ello no influya en su carrera, pues cree que las mujeres tienen una alta capacidad de trabajo.
Lucía Casanueva es miembro del patronato de la Fundación Woman Forward para la igualdad de género, y forma parte de la asociación internacional Women Presidents’ Organization que promueve el papel de la mujer como empresaria y líder.
En 2015 creó el Observatorio PROA como foro de debate sobre temas de impacto social, y con la participación de personas destacadas del mundo político, económico y cultural. Desde entonces se han sucedido los encuentros con políticos; militares, diplomáticos y expertos en defensa, jueces, y empresarios.